# Бенкелмен
Бенкелмен (англ. Benkelman) — город в штате Небраска, США. Административный центр округа Данди. По данным переписи за 2010 год число жителей города составляло 953 человека.

## Географическое положение
По данным Бюро переписи населения США Бенкелмен имеет общую площадь в 2,07 км². Город находится на слиянии двух рукавов реки Репабликан.

## История
Город был основан в 1880 году и изначально назывался Коллинсвилл, в честь Мозеса Коллинза. Спустя два года он был переименован в Бенкелмен в честь железной дороги Бенкелмена, сортировочная станция скота которой открылась недалеко от города.
В феврале 1887 года деревня была инкорпорирована. В 1888 году началась борьба с поселениями Хиавата, Оф и Алстон за расположение окружного центра. Так как к моменту выбора в Бенкелмене уже было построено здание окружного суда, то совет округа выбрал этот город.

## Население
| Год переписи | Нас. |  | %±     |
| ------------ | ---- |  | ------ |
| 1890         | 357  |  | —      |
| 1900         | 296  |  | −17,1% |
| 1910         | 538  |  | 81,8%  |
| 1920         | 1009 |  | 87,5%  |
| 1930         | 1154 |  | 14,4%  |
| 1940         | 1448 |  | 25,5%  |
| 1950         | 1512 |  | 4,4%   |
| 1960         | 1400 |  | −7,4%  |
| 1970         | 1349 |  | −3,6%  |
| 1980         | 1235 |  | −8,5%  |
| 1990         | 1193 |  | −3,4%  |
| 2000         | 1006 |  | −15,7% |
| 2010         | 953  |  | −5,3%  |
| 2016         | 857  |  | −10,1% |

По данным переписи 2010 года население Бенкелмена составляло 953 человека (из них 46,6 % мужчин и 53,4 % женщин), в городе было 445 домашних хозяйств и 242 семьи. На территории города было расположено 556 построек со средней плотностью 278 построек на один квадратный километр суши. Расовый состав: белые — 95,9 %, азиаты — 0,2 %, коренные американцы — 0,8 %.
Население города по возрастному диапазону по данным переписи 2010 года распределилось следующим образом: 22,4 % — жители младше 18 лет, 2,0 % — между 18 и 21 годами, 50,2 % — от 21 до 65 лет и 25,4 % — в возрасте 65 лет и старше. Средний возраст населения — 48,5 лет. На каждые 100 женщин в Бенкелмене приходилось 87,2 мужчин, при этом на 100 совершеннолетних женщин приходилось уже 84,1 мужчины сопоставимого возраста.
Из 445 домашних хозяйств 54,4 % представляли собой семьи: 44,9 % совместно проживающих супружеских пар (16,6 % с детьми младше 18 лет); 6,7 % — женщины, проживающие без мужей и 2,7 % — мужчины, проживающие без жён. 45,6 % не имели семьи. В среднем домашнее хозяйство ведут 2,07 человека, а средний размер семьи — 2,86 человека. В одиночестве проживали 42,5 % населения, 22,0 % составляли одинокие пожилые люди (старше 65 лет).

## Экономика

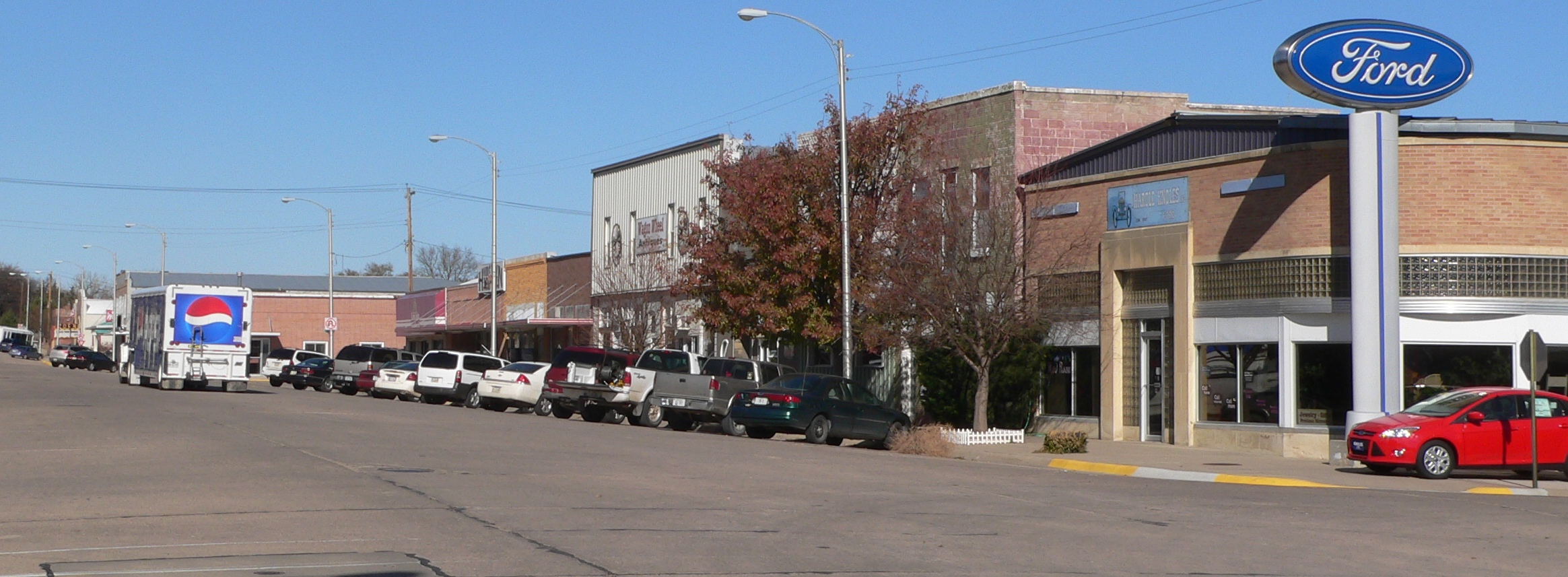
Около центра города

Бенкелмен в основном сельскохозяйственный город, экономика которого основана на охоте и рыбалке. В 2014 году из 728 человек старше 16 лет имели работу 403. При этом мужчины имели медианный доход в 35 250 долларов США в год против 28 802 долларов среднегодового дохода у женщин. В 2014 году медианный доход на семью оценивался в 57 250 $, на домашнее хозяйство — в 39 338 $. Доход на душу населения — 23 179 $ в год.